# 尼克·伍兹
尼克·伍兹（英語：Nic Woods，1995年8月26日—），新西兰男子曲棍球运动员。他曾代表新西兰国家队参加2018年和2022年英联邦运动会曲棍球比赛，其中2018年英联邦运动会获得一枚银牌。